# Luigi Maurizio Tedeschi
Luigi Maurizio Tedeschi (Torino, 7 giugno 1867 – Cairate, 1944) è stato un arpista e compositore italiano.

## Vita
Laureatosi in scienze naturali a Torino, decise di diventare un arpista e ricevette lezioni di Angelo Bovio (1824-1909) presso il conservatorio di Milano. Nel 1880 conseguì il diploma e in seguito si trasferì a Parigi dove si perfezionò sotto la guida dell'arpista Félix Godefroid (1818-1897). Dopo aver svolto un'intensa attività concertistica in diverse città europee, nel 1899 fu nominato professore al liceo musicale di Venezia. Nel 1902 ottenne la cattedra al conservatorio di Milano e la tenne fino al 1935. Ebbe come allievi Maria Grossi, Margherita Hazon (1892-1967), Maria Giulia Scimeca e Luigi Maria Magistretti.

## Opere

### Composizioni per arpa
(pubblicazioni a stampa in ordine del numero d'opera; per arpa sola se non altrimenti specificate)
- Mignonette, op.15 (Torino, c. 1898).
- Preludio in do maggiore, op.16 (c.s.).
- Presso il mulino - Improvviso, op.19 (c.s.).
- Storiella a bébé, op.20 (c.s.).
- Ritornello triste, op.21 (c.s.).
- Elegia, op.22 (Padova, 1938), per arpa e violoncello opp. violino.
- Pierrot innamorato, op.26 (Torino, c. 1898).
- Serenata, op.28 (Bayreuth, 1902), per arpa e violino.
- Marionette - umoresca, op.31 (c.s.).
- Pattuglia spagnuola, op.32 (c.s.).
- Improvviso drammatico, op.33 (c.s.), per arpa e violoncello.
- Suite, op.34 (c.s.): 1. Largo maestoso - 2. Andante sostenuto - 3. Assai vivace - 4. Allegro moderato.
- Al ruscello - studio da concerto, op.36 (c.s.).
- Étude - Impromptu, op.37 (Lipsia, 1906).
- Fantaisie - Caprice, op.40 (Parigi, 1907), per arpa cromatica.
- Angelus, op.42 (Lipsia, 1914).
- Presque rien, op.43 (c.s.).
- Anacreontica, op.44 (c.s.).
- Idillio, op.45 (c.s.).
- Suite, op.46 (Francoforte, 1956), per arpa, violino e violoncello: 1. Improvviso - 2. Intermezzo rêverie - 3. Valzer Sérénade.
- Chiarafonte, op.47 (c.s.).
- Fantasia, op.48 (Padova, 1938), per arpa e violoncello opp. violino.

### Composizione teatrale
- Jocelyn, dramma lirico in 4 episodi, dal poema di Alphonse de Lamartine (1908)[6].